# Consell Nacional de Govern de l'Uruguai
El Consell Nacional de Govern (castellà, Consejo Nacional de Gobierno) va ser el Poder Executiu col·legiat de l'Uruguai entre 1952 i 1967. Establert per la Constitució de 1952 (articles 149 al 173).
Va estar compost per 9 consellers electes en forma directa per 4 anys, sense reelecció immediata. Al lema més votat li corresponien 6 consellers i 3 al que el seguia. El President del Consell es designava rotativament en forma anual entre els membres del lema més votat i per ordre de la seva ubicació en la llista en forma decreixent.
Les atribucions del Consell Nacional de Govern van ser:
- Designar i destituir els Ministres d'Estat, 9 en total.
- Encarregat del poder executiu nacional que exerceix amb el concurs del o els ministres en els casos que correspongui.

Si bé va ser una experiència inèdita a Amèrica Llatina, d'un poder executiu col·legiat llevat d'en els primers anys de la independència, a l'Uruguai no era el cas. Els antecedents històrics immediats estan en el Consell Nacional d'Administració creat per la Constitució de 1918 que va funcionar fins a 1933 junt amb el President de la República. A diferència d'aquell, el Consell Nacional de Govern segueix la idea de José Batlle y Ordóñez quant a un executiu íntegrament col·legiat.
Els integrants del primer Consell Nacional de Govern, que va completar els tres anys que restaven del mandat del president Andrés Martínez Trueba, van ser elegits excepcionalment, el 1952, pel Parlament, ja que així l'habilitava una disposició transitòria de la nova Constitució. Martínez Trueba, que havia acceptat la interrupció del seu període presidencial, va ocupar la Presidència del Consell durant tot el trienni 1952-1955.
Es van efectuar eleccions (novembre dels anys esmentats): 1954, 1958 i 1962.

## Presidents del Consell Nacional de Govern
(des-de l'1 de març de cada any)
1952 Andrés Martínez Trueba (Partit Colorado, Llista 15)
1955 Luis Batlle Berres (Colorado, Llista 15)
1956 Alberto Fermín Zubiría (Colorado)
1957 Arturo Lezama (Colorado)
1958 Carlos Fischer (Colorado)
1959 Martín Recaredo Echegoyen (assumeix per defunció d'Herrera) (Blanc, "Herrerisme")
1960 Benito Nardone Cetrulo (Blanc, Lliga Federal d'Acció Ruralista)
1961 Eduardo Víctor Haedo (Blanc, "Herrerisme")
1962 Faustino Harrison (Blanc)
1963 Daniel Fernández Crespo (Blanc)
1964 Luis Giannattasio (Blanc)
1965 Washington Beltrán (assumeix el 7 de febrer de 1965, per defunció de Giannattasio) (Blanc)
1966 Alberto Héber Usher (Blanc)

## Integració dels Consells Nacionals de Govern

### 1952-1955
- Andrés Martínez Trueba
- Antonio Rubio
- Francisco Forteza
- Héctor Álvarez Cina
- Luis Alberto Brause
- Eduardo Blanco Acevedo
- Álvaro Vargas Guillemette (va morir el 1954; substituït per Justo Alonso)
- Martín Recaredo Echegoyen
- Roberto Berro

### 1955-1959
- Luis Batlle Berres
- Alberto Fermín Zubiría
- Arturo Lezama
- Carlos L. Fisher
- Justino Zavala Muniz
- Zoilo Chelle
- Luis Alberto de Herrera
- Ramón Viña
- Daniel Fernández Crespo

### 1959-1963
- Martín R. Echegoyen
- Benito Nardone
- Eduardo Víctor Haedo
- Faustino Harrison
- Justo Alonso
- Pedro Zabalza
- Ledo Arroyo Torres
- César Batlle Pacheco
- Manuel Rodríguez Correa (va morir el 1961; substituït per Héctor Grauert)

### 1963-1967
- Daniel Fernández Crespo (va morir el 1964; substituït per Alfredo Puig Spangenberg)
- Luis Giannattasio (va morir el 1965; substituït per Alejandro Zorrilla de San Martín)
- Washington Beltrán
- Alberto Héber Usher
- Carlos María Penadés
- Héctor Lorenzo y Losada
- Alberto Abdala
- Amílcar Vasconcellos
- Óscar Diego Gestido